# منتخب ويلز تحت 20 سنة لاتحاد الرغبي
منتخب ويلز تحت 20 سنة لاتحاد الرغبي هو ممثل ويلز الرسمي في المنافسات الدولية في اتحاد الرغبي
.

## وصلات خارجية
- الموقع الرسمي